# Championnats d'Europe de patinage artistique 2022
Navigation
Édition précédente Édition suivante
Les championnats d'Europe de patinage artistique 2022 ont lieu du 10 au 16 janvier 2022 à la patinoire de Tondiraba à Tallinn en Estonie. C'est la deuxième fois que la capitale estonienne organise les championnats européens après l'édition de 2010.
Les championnats européens de 2021, prévus à Zagreb en Croatie, ont été annulés en raison de la pandémie de Covid-19.

## Qualifications
Les patineurs sont éligibles à l'épreuve s'ils représentent une nation européenne membre de l'Union internationale de patinage (International Skating Union en anglais) et s'ils ont atteint l'âge de 15 ans avant le 1er juillet 2021 dans leur pays de naissance. La compétition correspondante pour les patineurs non européens est le championnat des Quatre Continents 2022. Les fédérations nationales sélectionnent leurs patineurs en fonction de leurs propres critères, mais l'Union internationale de patinage exige un score minimum d'éléments techniques (Technical Elements Score en anglais) lors d'une compétition internationale avant les championnats d'Europe.

### Score minimum d'éléments techniques
L'Union internationale de patinage stipule que les notes minimales doivent être obtenues lors d'une compétition internationale senior reconnue par elle-même au cours de la saison en cours ou précédente, au plus tard 21 jours avant le premier jour d'entraînement officiel.
| Score minimum d'éléments techniques                                                         | Score minimum d'éléments techniques | Score minimum d'éléments techniques |
| Discipline                                                                                  | Programme court                     | Programme libre                     |
| Messieurs                                                                                   | 28.00                               | 46.00                               |
| Dames                                                                                       | 23.00                               | 40.00                               |
| Couples                                                                                     | 25.00                               | 42.00                               |
| Danse sur glace                                                                             | 28.00                               | 44.00                               |
| ------------------------------------------------------------------------------------------- | ----------------------------------- | ----------------------------------- |
| Les scores des programmes courts et libres peuvent être obtenus à différentes compétitions. |                                     |                                     |

### Nombre d'inscriptions par discipline
Sur la base des résultats des championnats d'Europe 2020, l'Union internationale de patinage autorise chaque pays à avoir de une à trois inscriptions par discipline.
| Nombre d'inscriptions                                             | Messieurs                                              | Dames                                                     | Couples                 | Danse sur glace                                   |
| ----------------------------------------------------------------- | ------------------------------------------------------ | --------------------------------------------------------- | ----------------------- | ------------------------------------------------- |
| 3                                                                 | Italie Russie                                          | Russie                                                    | Allemagne Italie Russie | Russie                                            |
| 2                                                                 | Allemagne Azerbaïdjan Géorgie Israël Lettonie Tchéquie | Azerbaïdjan Estonie Finlande France Italie Pologne Suisse | Autriche France Hongrie | Espagne France Italie Pologne Royaume-Uni Ukraine |
| Si non répertorié ci-dessus, une seule inscription est autorisée. |                                                        |                                                           |                         |                                                   |

## Podiums
| Épreuves                            | Or                                      | Argent                              | Bronze                                  |
| ----------------------------------- | --------------------------------------- | ----------------------------------- | --------------------------------------- |
| Messieurs résultats détaillés       | Mark Kondratiuk                         | Daniel Grassl                       | Deniss Vasiļjevs                        |
| Dames résultats détaillés           | Anna Chtcherbakova                      | Alexandra Troussova                 | Loena Hendrickx                         |
| Couples résultats détaillés         | Anastasia Mishina / Aleksandr Galliamov | Evgenia Tarasova / Vladimir Morozov | Aleksandra Boikova / Dmitrii Kozlovskii |
| Danse sur glace résultats détaillés | Victoria Sinitsina / Nikita Katsalapov  | Alexandra Stepanova / Ivan Bukin    | Charlène Guignard / Marco Fabbri        |

## Tableau des médailles
| Rang  | Nation   | Or | Argent | Bronze | Total |
| ----- | -------- | -- | ------ | ------ | ----- |
| 1     | Russie   | 4  | 3      | 1      | 8     |
| 2     | Italie   | 0  | 1      | 1      | 2     |
| 3     | Belgique | 0  | 0      | 1      | 1     |
| 3     | Lettonie | 0  | 0      | 1      | 1     |
| Total | Total    | 4  | 4      | 4      | 12    |

## Détails des compétitions

### Messieurs
| Rang                                        | Nom                          | Pays        | Points | Programme court | Programme court | Programme libre | Programme libre |
| ------------------------------------------- | ---------------------------- | ----------- | ------ | --------------- | --------------- | --------------- | --------------- |
| 1                                           | Mark Kondratiuk              | Russie      | 286.56 | 2               | 99.06           | 1               | 187.50          |
| 2                                           | Daniel Grassl                | Italie      | 274.48 | 5               | 91.75           | 2               | 182.73          |
| 3                                           | Deniss Vasiļjevs             | Lettonie    | 272.08 | 6               | 90.24           | 3               | 181.84          |
| 4                                           | Andrei Mozalev               | Russie      | 265.69 | 1               | 99.76           | 6               | 165.93          |
| 5                                           | Evgeni Semenenko             | Russie      | 260.00 | 3               | 99.04           | 9               | 160.96          |
| 6                                           | Moris Kvitelashvili          | Géorgie     | 253.91 | 4               | 92.76           | 8               | 161.15          |
| 7                                           | Kevin Aymoz                  | France      | 252.21 | 10              | 80.39           | 4               | 171.82          |
| 8                                           | Vladimir Litvintsev          | Azerbaïdjan | 244.70 | 7               | 83.46           | 7               | 161.24          |
| 9                                           | Gabriele Frangipani          | Italie      | 238.95 | 9               | 81.79           | 10              | 157.16          |
| 10                                          | Michal Březina               | Tchéquie    | 238.38 | 15              | 71.60           | 5               | 166.78          |
| 11                                          | Lukas Britschgi              | Suisse      | 218.91 | 13              | 72.96           | 11              | 145.95          |
| 12                                          | Ivan Chmouratko              | Ukraine     | 214.57 | 8               | 82.13           | 15              | 132.44          |
| 13                                          | Nikita Starostin             | Allemagne   | 214.40 | 14              | 72.12           | 12              | 142.28          |
| 14                                          | Arlet Levandi                | Estonie     | 208.52 | 17              | 70.04           | 13              | 138.48          |
| 15                                          | Nikolaj Memola               | Italie      | 206.53 | 12              | 73.98           | 14              | 132.55          |
| 16                                          | Paul Fentz                   | Allemagne   | 206.06 | 11              | 76.76           | 16              | 129.30          |
| 17                                          | Maurizio Zandron             | Autriche    | 193.91 | 16              | 70.75           | 20              | 123.16          |
| 18                                          | Kornel Witkowski             | Pologne     | 193.29 | 23              | 66.26           | 17              | 127.03          |
| 19                                          | Valtter Virtanen             | Finlande    | 190.97 | 20              | 67.34           | 18              | 123.63          |
| 20                                          | Davide Lewton-Brain          | Monaco      | 190.67 | 21              | 67.31           | 19              | 123.36          |
| 21                                          | Konstantin Milyukov          | Biélorussie | 182.59 | 18              | 69.10           | 21              | 113.49          |
| 22                                          | Tomàs-Llorenç Guarino Sabaté | Espagne     | 178.67 | 24              | 66.20           | 22              | 112.47          |
| 23                                          | Burak Demirboğa              | Turquie     | 168.03 | 22              | 67.30           | 23              | 100.73          |
| 24                                          | Slavik Hayrapetyan           | Arménie     | 167.84 | 19              | 67.75           | 24              | 100.09          |
| Patineurs éliminés après le programme court |                              |             |        |                 |                 |                 |                 |
| 25                                          | Adam Hagara                  | Slovaquie   |        | 25              | 65.23           | NC              | NC              |
| 26                                          | Graham Newberry              | Royaume-Uni |        | 26              | 64.49           | NC              | NC              |
| 27                                          | Matyáš Bělohradský           | Tchéquie    |        | 27              | 64.38           | NC              | NC              |
| 28                                          | Nika Egadze                  | Géorgie     |        | 28              | 63.60           | NC              | NC              |
| 29                                          | Daniels Kockers              | Lettonie    |        | 29              | 56.10           | NC              | NC              |
| 30                                          | Conor Stakelum               | Irlande     |        | 30              | 56.00           | NC              | NC              |
| 31                                          | Jari Kessler                 | Croatie     |        | 31              | 55.82           | NC              | NC              |
| 32                                          | András Csernoch              | Hongrie     |        | 32              | 54.88           | NC              | NC              |
| 33                                          | Larry Loupolover             | Bulgarie    |        | 33              | 45.67           | NC              | NC              |
| Forfait                                     | Nikolaj Majorov              | Suède       |        | NC              | NC              | NC              | NC              |

### Dames
Selon la décision du tribunal arbitral du sport du 29 janvier 2024, sur la disqualification de la patineuse russe Kamila Valieva pour quatre ans, à partir du 25 décembre 2021, ses scores à ces championnats d'Europe sont annulés. Cela permet à toutes les autres patineuses de catégorie Dames de grimper d'une place.
| Rang                                          | Nom                        | Pays        | Points | Programme court | Programme court | Programme libre | Programme libre |
| --------------------------------------------- | -------------------------- | ----------- | ------ | --------------- | --------------- | --------------- | --------------- |
| 1                                             | Anna Chtcherbakova         | Russie      | 237.42 | 3               | 69.05           | 1               | 168.37          |
| 2                                             | Alexandra Troussova        | Russie      | 234.36 | 2               | 75.13           | 2               | 159.23          |
| 3                                             | Loena Hendrickx            | Belgique    | 207.97 | 1               | 76.25           | 4               | 131.72          |
| 4                                             | Ekaterina Kurakova         | Pologne     | 204.73 | 4               | 67.47           | 3               | 137.26          |
| 5                                             | Ekaterina Ryabova          | Azerbaïdjan | 196.75 | 6               | 65.47           | 5               | 131.28          |
| 6                                             | Anastasia Gubanova         | Géorgie     | 188.17 | 5               | 67.02           | 8               | 121.15          |
| 7                                             | Niina Petrõkina            | Estonie     | 187.07 | 16              | 58.30           | 6               | 128.77          |
| 8                                             | Viktoriia Safonova         | Biélorussie | 185.41 | 7               | 63.07           | 7               | 122.34          |
| 9                                             | Alexia Paganini            | Suisse      | 178.10 | 8               | 62.32           | 9               | 115.78          |
| 10                                            | Eva-Lotta Kiibus           | Estonie     | 171.64 | 14              | 59.16           | 10              | 112.48          |
| 11                                            | Léa Serna                  | France      | 171.00 | 9               | 62.16           | 12              | 108.84          |
| 12                                            | Nicole Schott              | Allemagne   | 170.18 | 10              | 61.86           | 13              | 108.32          |
| 13                                            | Josefin Taljegård          | Suède       | 164.30 | 17              | 58.24           | 14              | 106.06          |
| 14                                            | Olga Mikutina              | Autriche    | 164.01 | 11              | 60.16           | 16              | 103.85          |
| 15                                            | Lara Naki Gutmann          | Italie      | 163.99 | 22              | 52.94           | 11              | 111.05          |
| 16                                            | Natasha McKay              | Royaume-Uni | 161.74 | 18              | 57.07           | 15              | 104.67          |
| 17                                            | Jenni Saarinen             | Finlande    | 160.32 | 15              | 58.93           | 18              | 101.39          |
| 18                                            | Yasmine Kimiko Yamada      | Suisse      | 159.18 | 20              | 56.54           | 17              | 102.64          |
| 19                                            | Alexandra Feigin           | Bulgarie    | 155.56 | 19              | 56.78           | 19              | 98.78           |
| 20                                            | Eliška Březinová           | Tchéquie    | 155.24 | 12              | 59.62           | 20              | 95.62           |
| 21                                            | Aleksandra Golovkina       | Lituanie    | 142.20 | 23              | 52.63           | 21              | 89.57           |
| 22                                            | Regina Schermann           | Hongrie     | 133.42 | 21              | 54.43           | 22              | 78.99           |
| Abandon                                       | Marina Piredda             | Italie      |        | 13              | 59.53           |                 |                 |
| Patineuses éliminées après le programme court |                            |             |        |                 |                 |                 |                 |
| 24                                            | Anete Lāce                 | Lettonie    |        | 24              | 49.75           | NC              | NC              |
| 25                                            | Oona Ounasvuori            | Finlande    |        | 25              | 49.13           | NC              | NC              |
| 26                                            | Lindsay van Zundert        | Pays-Bas    |        | 26              | 48.92           | NC              | NC              |
| 27                                            | Daša Grm                   | Slovénie    |        | 27              | 47.85           | NC              | NC              |
| 28                                            | Antonina Dubinina          | Serbie      |        | 28              | 47.77           | NC              | NC              |
| 29                                            | Taylor Morris              | Israël      |        | 29              | 46.60           | NC              | NC              |
| 30                                            | Linnea Kilsand             | Norvège     |        | 30              | 45.31           | NC              | NC              |
| 31                                            | Marilena Kitromilis        | Chypre      |        | 31              | 44.03           | NC              | NC              |
| 32                                            | Alexandra Michaela Filcová | Slovaquie   |        | 32              | 43.56           | NC              | NC              |
| 33                                            | Aldís Kara Bergsdóttir     | Islande     |        | 33              | 42.23           | NC              | NC              |
| 34                                            | Sinem Pekder               | Turquie     |        | 34              | 42.16           | NC              | NC              |
| 35                                            | Maia Sørensen              | Danemark    |        | 35              | 40.93           | NC              | NC              |
| Disqualifiée                                  | Kamila Valieva             | Russie      | 259.06 |                 | 90.45           |                 | 168.61          |

### Couples
| Rang                                      | Nom                                      | Pays        | Points | Programme court | Programme court | Programme libre | Programme libre |
| ----------------------------------------- | ---------------------------------------- | ----------- | ------ | --------------- | --------------- | --------------- | --------------- |
| 1                                         | Anastasia Mishina / Aleksandr Galliamov  | Russie      | 239.82 | 1               | 82.36           | 1               | 157.46          |
| 2                                         | Evgenia Tarasova / Vladimir Morozov      | Russie      | 236.43 | 2               | 81.58           | 2               | 154.85          |
| 3                                         | Aleksandra Boikova / Dmitrii Kozlovskii  | Russie      | 227.23 | 3               | 76.26           | 3               | 150.97          |
| 4                                         | Karina Safina / Luka Berulava            | Géorgie     | 184.05 | 6               | 61.93           | 4               | 122.12          |
| 5                                         | Rebecca Ghilardi / Filippo Ambrosini     | Italie      | 178.90 | 4               | 62.76           | 5               | 116.14          |
| 6                                         | Ioulia Chtchetinina / Márk Magyar        | Hongrie     | 171.03 | 7               | 60.96           | 7               | 110.07          |
| 7                                         | Sara Conti / Niccolò Macii               | Italie      | 168.90 | 10              | 56.28           | 6               | 112.62          |
| 8                                         | Minerva Fabienne Hase / Nolan Seegert    | Allemagne   | 168.75 | 5               | 62.21           | 9               | 106.54          |
| 9                                         | Laura Barquero / Marco Zandron           | Espagne     | 168.40 | 8               | 60.65           | 8               | 107.75          |
| 10                                        | Bogdana Lukashevich / Alexander Stepanov | Biélorussie | 161.76 | 9               | 58.80           | 12              | 102.96          |
| 11                                        | Maria Pavlova / Balázs Nagy              | Hongrie     | 161.32 | 11              | 56.24           | 11              | 105.08          |
| 12                                        | Jelizaveta Žuková / Martin Bidař         | Tchéquie    | 159.73 | 15              | 54.40           | 10              | 105.33          |
| 13                                        | Annika Hocke / Robert Kunkel             | Allemagne   | 156.91 | 13              | 55.17           | 13              | 101.74          |
| 14                                        | Camille Mendoza / Pavel Kovalev          | France      | 156.55 | 12              | 56.04           | 14              | 100.51          |
| 15                                        | Sofiia Holichenko / Artem Darenskyi      | Ukraine     | 147.61 | 14              | 55.15           | 15              | 92.46           |
| 16                                        | Lana Petranović / Antonio Souza-Kordeiru | Croatie     | 143.24 | 16              | 52.78           | 16              | 90.56           |
| Couples éliminés après le programme court |                                          |             |        |                 |                 |                 |                 |
| 17                                        | Coline Keriven / Noël-Antoine Pierre     | France      |        | 17              | 51.79           | NC              | NC              |
| 18                                        | Anastasia Vaipan-Law / Luke Digby        | Royaume-Uni |        | 18              | 51.11           | NC              | NC              |
| 19                                        | Letizia Roscher / Luis Schuster          | Allemagne   |        | 19              | 48.77           | NC              | NC              |
| 20                                        | Milania Väänänen / Mikhail Akulov        | Finlande    |        | 20              | 46.34           | NC              | NC              |
| 21                                        | Daria Danilova / Michel Tsiba            | Pays-Bas    |        | 21              | 36.86           | NC              | NC              |

### Danse sur glace
| Rang                                               | Nom                                          | Pays        | Points | Danse rythmique | Danse rythmique | Danse libre | Danse libre |
| -------------------------------------------------- | -------------------------------------------- | ----------- | ------ | --------------- | --------------- | ----------- | ----------- |
| 1                                                  | Victoria Sinitsina / Nikita Katsalapov       | Russie      | 217.96 | 1               | 87.89           | 1           | 130.07      |
| 2                                                  | Alexandra Stepanova / Ivan Bukin             | Russie      | 213.20 | 2               | 86.45           | 2           | 126.75      |
| 3                                                  | Charlène Guignard / Marco Fabbri             | Italie      | 207.97 | 3               | 83.35           | 3           | 124.62      |
| 4                                                  | Olivia Smart / Adrià Díaz                    | Espagne     | 196.86 | 5               | 77.99           | 4           | 118.87      |
| 5                                                  | Lilah Fear / Lewis Gibson                    | Royaume-Uni | 196.01 | 4               | 79.97           | 6           | 116.04      |
| 6                                                  | Sara Hurtado / Kirill Khaliavin              | Espagne     | 191.90 | 6               | 75.83           | 5           | 116.07      |
| 7                                                  | Diana Davis / Gleb Smolkin                   | Russie      | 186.61 | 8               | 73.32           | 7           | 113.29      |
| 8                                                  | Allison Reed / Saulius Ambrulevičius         | Lituanie    | 183.17 | 7               | 74.45           | 8           | 108.72      |
| 9                                                  | Evgeniia Lopareva / Geoffrey Brissaud        | France      | 178.34 | 10              | 70.22           | 9           | 108.12      |
| 10                                                 | Oleksandra Nazarova / Maksym Nikitin         | Ukraine     | 173.99 | 12              | 68.51           | 10          | 105.48      |
| 11                                                 | Natálie Taschlerová / Filip Taschler         | Tchéquie    | 172.39 | 11              | 69.72           | 13          | 102.67      |
| 12                                                 | Katharina Müller / Tim Dieck                 | Allemagne   | 170.27 | 13              | 67.46           | 12          | 102.81      |
| 13                                                 | Tina Garabedian / Simon Proulx-Sénécal       | Arménie     | 168.43 | 14              | 65.58           | 11          | 102.85      |
| 14                                                 | Natalia Kaliszek / Maksym Spodyriev          | Pologne     | 166.52 | 9               | 70.47           | 16          | 96.05       |
| 15                                                 | Sasha Fear / George Waddell                  | Royaume-Uni | 163.21 | 16              | 63.61           | 14          | 99.60       |
| 16                                                 | Loïcia Demougeot / Théo Le Mercier           | France      | 162.77 | 15              | 64.55           | 15          | 98.22       |
| 17                                                 | Mariia Holubtsova / Kyryl Bielobrov          | Ukraine     | 156.35 | 17              | 63.30           | 17          | 93.05       |
| 18                                                 | Mariia Ignateva / Danijil Szemko             | Hongrie     | 150.83 | 19              | 60.41           | 18          | 90.42       |
| 19                                                 | Jasmine Tessari / Stéphane Walker            | Suisse      | 147.55 | 18              | 60.98           | 19          | 86.57       |
| 20                                                 | Solène Mazingue / Marko Jevgeni Gaidajenko   | Estonie     | 142.89 | 20              | 60.36           | 20          | 83.53       |
| Couples de danse éliminés après la danse rythmique |                                              |             |        |                 |                 |             |             |
| 21                                                 | Carolina Moscheni / Francesco Fioretti       | Italie      |        | 21              | 59.13           | NC          | NC          |
| 22                                                 | Viktoria Semenjuk / Ilya Yukhimuk            | Biélorussie |        | 22              | 54.28           | NC          | NC          |
| 23                                                 | Mária Sofia Pucherová / Nikita Lysak         | Slovaquie   |        | 23              | 54.19           | NC          | NC          |
| 24                                                 | Aurelija Ipolito / Luke Russell              | Lettonie    |        | 24              | 53.35           | NC          | NC          |
| 25                                                 | Hanna Jakucs / Alessio Galli                 | Pays-Bas    |        | 25              | 49.39           | NC          | NC          |
| 26                                                 | Ekaterina Kuznetsova / Oleksandr Kolosovskyi | Azerbaïdjan |        | 26              | 48.35           | NC          | NC          |
| Forfait                                            | Anastasia Polibina / Pavel Golovishnikov     | Pologne     |        | NC              | NC              | NC          | NC          |